# Intercambio de conocimiento
El intercambio de conocimiento es una actividad en que se intercambia conocimiento (como información, habilidades o experiencia) entre personas, amigos, familias, comunidades (por ejemplo, Wikipedia) u organizaciones.
Las organizaciones han reconocido que el conocimiento constituye un valioso activo intangible para crear y mantener ventajas competitivas. Las actividades de intercambio de conocimientos generalmente están respaldadas por sistemas de gestión del conocimiento. Sin embargo, la tecnología constituye solo uno de los muchos factores que afectan el intercambio de conocimiento en las organizaciones, como la cultura organizacional, la confianza y los incentivos. Compartir el conocimiento constituye un desafío importante en el campo de la gestión del conocimiento porque algunos empleados tienden a resistirse a compartir su conocimiento con el resto de la organización.
En el mundo digital, los sitios web y las aplicaciones permiten el intercambio de conocimiento o talento entre individuos y / o dentro de equipos. Los individuos pueden conectarse fácilmente a las personas que desean aprender y compartir su talento para ser recompensados.

## Flujo o transferencia
Aunque el conocimiento se trata comúnmente como un objeto, Dave Snowden ha argumentado que es más apropiado enseñarlo como ambos un flujo y una cosa. El conocimiento como flujo puede estar relacionado con el concepto de conocimiento tácito, Si bien la dificultad de compartir el conocimiento radica en transferir el conocimiento de una entidad a otra, puede resultar rentable para organizaciones para reconocer las dificultades de la transferencia de conocimiento, y adoptar nuevas estrategias de gestión del conocimiento en consecuencia.

## Conocimiento explícito
El intercambio de conocimiento explícito ocurre cuando el conocimiento explícito está disponible para ser compartido entre entidades. El intercambio de conocimiento explícito puede suceder con éxito cuando se cumplen los siguientes criterios:
- Articulación: el proveedor de conocimiento puede describir la información.[1]
- Conciencia: el destinatario debe ser consciente de que el conocimiento está disponible.[1]
- Acceso: el receptor de conocimiento puede acceder al proveedor de conocimiento.[1]
- Orientación: el conjunto de conocimientos debe definirse y diferenciarse en diferentes temas o dominios para evitar la sobrecarga de información y proporcionar un fácil acceso al material apropiado. Los gestores del conocimiento a menudo se consideran figuras clave en la creación de un sistema eficaz de intercambio de conocimientos.[1][13]
- Completitud: el enfoque holístico para compartir el conocimiento en forma de conocimiento administrado centralmente y autopublicado.

## Conocimiento tácito
El intercambio tácito de conocimiento ocurre a través de diferentes tipos de socialización. Aunque el conocimiento tácito es difícil de identificar y codificar, los factores relevantes que influyen en el intercambio de conocimiento tácito incluyen:
- Redes informales como las interacciones diarias entre personas dentro de un entorno definido (trabajo, escuela, hogar, etc.). Estas redes abarcan jerarquías y funciones.[13]
- La provisión de espacio donde las personas pueden participar en discusiones no estructuradas o no monitoreadas, fomentando así las redes informales.[13]
- Prácticas de trabajo no estructuradas, menos estructuradas o experimentales que fomentan la resolución creativa de problemas y el desarrollo de redes sociales.[13]

## Conocimiento incorporado
El intercambio de conocimiento incorporado ocurre cuando el conocimiento se comparte a través de productos, procesos, rutinas, etc. claramente delineados. Este conocimiento se puede compartir de diferentes maneras, tales como:
- Planificación de escenarios e informes: proporciona un espacio estructurado para crear posibles escenarios, seguido de una discusión sobre lo que sucedió y cómo podría haber sido diferente.[14]
- Entrenamiento gerencial.
- Transferencia de conocimiento: integración deliberada de sistemas, procesos, rutinas, etc., para combinar y compartir conocimiento relevante.

## Importancia para las organizaciones
En un contexto organizacional, el conocimiento tácito se refiere a un tipo de conocimiento que los seres humanos desarrollan por la experiencia que obtienen a lo largo de los años. En la actualidad, la experiencia y el conocimiento de los empleados pueden considerarse la fuente más importante y valiosa que las organizaciones deben proteger. El conocimiento constituye un activo valioso e intangible para crear y mantener ventajas competitivas dentro de las organizaciones. Varios factores afectan el intercambio de conocimientos en las organizaciones, como la cultura organizacional, la confianza, los incentivos y la tecnología. Las actividades de intercambio de conocimientos suelen estar respaldadas por sistemas de gestión del conocimiento, una forma de tecnología de la información (TI) que facilita y organiza la información dentro de una empresa u organización.

## Desafíos
El intercambio de conocimientos a veces puede constituir un desafío importante en el campo de la gestión del conocimiento. La dificultad de compartir el conocimiento reside en la transferencia del conocimiento de una entidad a otra. Algunos empleados y líderes de equipo tienden a resistirse a compartir su conocimiento debido a la noción de que el conocimiento es propiedad; propiedad, por lo tanto, se vuelve muy importante. Los líderes y supervisores tienden a acumular información para demostrar poder y supremacía sobre sus empleados. Para contrarrestar esto, los individuos deben estar seguros de que recibirán algún tipo de incentivo por lo que crean. Sin embargo, Dalkir (2005) demostró que los individuos son comúnmente recompensados por lo que saben, no por lo que comparten. Las consecuencias negativas, como el aislamiento y la resistencia a las ideas, se producen cuando se impide el intercambio de conocimientos. A veces, el problema es que una parte del conocimiento de un empleado puede ser subconsciente y, por lo tanto, puede ser difícil compartir información. Para promover el intercambio de conocimiento y eliminar los obstáculos de intercambio de conocimiento, la cultura organizacional de una entidad debe alentar el descubrimiento y la innovación. Los miembros que confían entre sí están dispuestos a intercambiar conocimientos y, al mismo tiempo, también quieren aceptar el conocimiento de otros miembros. La cultura nacional también es una de las barreras comunes para compartir el conocimiento porque la cultura tiene un efecto enorme en la forma en que las personas tienden a compartir el conocimiento entre ellas. En algunas culturas, las personas comparten todo, en otras culturas las personas comparten cuando se les pregunta, y en algunas culturas, las personas no comparten, incluso si ayudaría a lograr objetivos comunes.

## Conexión a sistemas de tecnología de la información.
Los sistemas de tecnología de la información (TI) son herramientas comunes que ayudan a facilitar el intercambio y la gestión del conocimiento. El papel principal de los sistemas de TI es ayudar a las personas a compartir conocimientos a través de plataformas comunes y almacenamiento electrónico para ayudar a simplificar el acceso y fomentar la reutilización económica de los conocimientos. Los sistemas de TI pueden proporcionar codificación, personalización, repositorios electrónicos de información y pueden ayudar a las personas a ubicarse entre sí para comunicarse directamente. Con la capacitación y educación adecuadas, los sistemas de TI pueden facilitar que las organizaciones adquieran, almacenen o difundan conocimiento.

## Teoría económica
En teoría económica, el intercambio de conocimientos se ha estudiado en el campo de la organización industrial y en el campo de la teoría de contratos. En la organización industrial, Bhattacharya, Glazer y Sappington (1992) han enfatizado la importancia de compartir el conocimiento en las empresas conjuntas de investigación en un contexto de competencia imperfecta. En la teoría de los contratos incompletos, Rosenkranz y Schmitz (1999, 2003) han utilizado el enfoque de los derechos de propiedad de Grossman-Hart-Moore para estudiar cómo la estructura de propiedad subyacente afecta el intercambio de conocimientos.